# Adolf Sieverts
Adolf Friedrich Sieverts (* 7. Oktober 1874 in Hamburg; † 8. Januar 1947 in Jena) war ein deutscher Chemiker. Insbesondere seine Arbeiten zur experimentellen Untersuchung der Löslichkeit des Wasserstoffs in Metallen waren wegweisend.

## Biografie
Adolf Sieverts studierte ab 1894 Chemie an der Technischen Hochschule Dresden sowie an den Universitäten Leipzig und Göttingen. 1898 promovierte er in Göttingen unter Otto Wallach mit der Dissertation Beiträge zur Kenntnis des Pinols, die sich mit Aspekten der organischen Chemie befasst. Seine Praxis danach war aber mit Problemen der anorganischen Chemie verbunden.
Dem Arbeitskreis um Walter Hempel und Fritz Förster am Chemischen Institut der Technischen Hochschule Dresden mehrere Jahre angehörend, nahm Adolf Sieverts ab 1902 an der Königlichen Porzellanmanufaktur Meißen eine Tätigkeit als Betriebsassistent auf. 1904 trat er eine Assistentenstelle am Institut für angewandte Chemie und Pharmazie der Universität Leipzig an. Von diesem Zeitpunkt an betrafen seine Hauptarbeitsrichtungen neben der Darstellung und Entwicklung chemischer Analysenmethoden vor allem Forschungen auf dem Gebiet der Festkörperchemie. Vor allem sind Löslichkeitsuntersuchungen von Gasen in Metallen und Legierungen und damit verbunden die Synthese von Metallhydriden zu seinem Hauptforschungsthema geworden. Seine 1907 an der Universität Leipzig eingereichte Habilitationsschrift Occlusion und Diffusion von Gasen durch Metalle widmete sich ebenso dieser Thematik.
Aufgrund seiner umfangreichen Arbeiten zur Wechselwirkung von Gasen mit Metallen wurde Adolf Sieverts im Dezember 1916 zum Vorsteher der physikalisch-chemischen Abteilung des Kaiser-Wilhelm-Institut für physikalische Chemie und Elektrochemie ernannt. Damit unterstand er dem Verantwortungsbereich des damaligen Leiters dieses Instituts, des Chemikers Fritz Haber. In den 20er Jahren publizierte Adolf Sieverts einige Ergebnisse der 1917/18 am Kaiser-Wilhelm-Institut durchgeführten Forschungsarbeiten, u. a. Untersuchungen zur Reaktionsgeschwindigkeit von Ammoniumnitrat und zur Lagerbeständigkeit von Silberpermanganat.
Ab 1918 übte er akademische Lehre und Forschung an den Universitäten in Leipzig, Greifswald und Frankfurt am Main aus. 1927 folgte er dem Ruf zum ordentlichen Professor der anorganischen Chemie in der Mathematisch-Naturwissenschaftlichen Fakultät an der Universität Jena. Damit wurde er auch zum Direktor des Chemischen Laboratoriums ernannt. Den Hauptinhalt der Forschungen bildete die Synthese und Charakterisierung metallischer Hydride. Die Untersuchungen galten vorzugsweise dem Sorptionsverhalten der seltenen Elemente, der Platinmetalle und der Metalle der IV. und V. Gruppe des Periodensystems gegenüber Wasserstoff bei variierenden Temperaturen und Drücken. Die Auswertung einer Vielzahl von aufgenommenen Isobaren und Isothermen der verschiedenen Metall-Wasserstoff-Systeme vermittelte grundlegende Erkenntnisse über den Charakter dieser Stoffklassen, noch vertieft durch Messungen bestimmter physikalischer Größen, wie der Dichte und Bildungswärme (heute thermodynamisch Bildungsenthalpie genannt) der Hydride. Die Ergebnisse der Experimente ließen Aussagen über eine nichtstöchiometrische Zusammensetzung der Metallhydride und ihr Vorliegen in Form fester Lösungen zu.
Darüber hinaus widmeten sich seine Arbeiten Teilproblemen der analytischen Chemie, insbesondere den osmotischen Methoden der Molekulargewichtsbestimmung, wie Aspekten der physikalischen Chemie, hier vor allem Untersuchungen von Löslichkeitsgleichgewichten binärer und ternärer Systeme salzartiger Verbindungen der II. Gruppe des Periodensystems.
Besonderes Gewicht legte Adolf Sieverts auf seine Tätigkeit als Hochschullehrer. Neben Vorlesungen in allgemeiner anorganischer Experimentalchemie las er auch „Spezielle anorganische Chemie“, Metalle und Metalloide beinhaltend. Ergänzend wurden entsprechende Praktika sowohl allgemeiner als auch spezieller Art, wie das Metallographische Praktikum, durchgeführt.
Soziales Engagement war Adolf Sieverts innerstes Bedürfnis. In den Jahren der Inflation stand sein Haus den nur gering bezahlten Assistenten nebst deren Angehörigen sowie bedürftigen Studenten mehrmals in der Woche gastlich offen. Gleich anderen Intellektuellen ließen die aufkommenden politischen Tendenzen in Deutschland nach dem 1. Weltkrieg den Wissenschaftler Adolf Sieverts verstärkt eine apolitische Position einnehmen.
Am 25. April 1942 reichte Adolf Sieverts sein Gesuch um Emeritierung ein. Von seinen amtlichen Pflichten wurde er zum 1. Oktober 1942 entbunden.
Adolf Sieverts galt als virtuoser Pianist und musizierte häufig im engeren Familien- und Freundeskreis.
Am 8. Januar 1947 starb Adolf Sieverts an Entkräftung und Erschöpfung. Seine eigene Persönlichkeit stets zurückstellend und sich selbst nicht schonend, hatte er die letzten Kräfte im Ringen um den Neubeginn chemischer Lehre und Forschung an der Universität Jena verbraucht.
Sein Sohn war der spätere Jurist Rudolf Sieverts.

## Werke

### Zeitschriftenartikel
- A. Sieverts: Z. Elektrochem. Angew. Phys. Chem. 16, 707 (1910)
- A. Sieverts: Z. Phys. Chemie 77 (1911) 591
- A. Sieverts, Z. Physik. Chem. 88, 451 (1914)
- A. Sieverts, E. Jurisch und A. Metz, Z. anorg. Chem., 1915, 92, 329
- A. Sieverts: Zeitschrift f. Metallkunde, 2(1929) 37
- A. Sieverts und K. Brüning: Z. Phys. Chem., 1934, A168, 411
- zusammen mit Hans Brüning: Die Aufnahme von Wasserstoff durch Platinmohr. In: Wilhelm Geibel (Hg.): Festschrift zum 70. Geburtstage von Dr. phil. Dr. ing. e. h. Wilhelm Heraeus, Hanau: G. M. Albertis Hofbuchhandlung Bruno Clauss 1930, S. 97–114.